# Get a Grip
《Get a Grip》은 게펀 레코드가 1993년 4월 20일에 발표한 미국의 하드 록 밴드 에어로스미스의 열한 번째 스튜디오 음반이다. 《Get a Grip》은 컬럼비아 레코드로 돌아가기 전에 게펀에 의해 발매된 이 밴드의 마지막 스튜디오 음반이었다.
《Get a Grip》에는 〈Amazing〉에서 백업을 불렀던 돈 헨리와 〈Line Up〉에 백업 보컬과 협업을 제공한 레니 크래비츠가 포함되었다. 《Permanent Vacation》과 《Pump》에서와 같이, 이 음반에는 데스몬드 차일드, 짐 발란스, 마크 허드슨, 리처드 수파, 테일러 로데스, 잭 블레이즈, 토미 쇼 등 외부 밴드 소속의 수많은 노래 협력자들이 참여했다.
《Get a Grip》은 에어로스미스의 전 세계에서 가장 많이 팔린 스튜디오 음반으로 2000만 장 이상의 판매를 달성했으며, 1995년 현재 미국에서 두 번째로 많이 팔린 음반으로 《Pump》와 연계되어 있다(《Toys in the Attic》은 8백만 장으로 리드하고 있다). 그것은 또한 적어도 500만 달러의 미국 판매로 3년 연속 음반을 만들었다. 이 음반의 두 곡은 1993년과 1994년에 듀오 또는 보컬과 그룹으로부터 그래미 어워드를 받았다. 그리고 이 음반은 메탈 엣지 독자들에 의해 1993년 미국 독자 선정에서 올해의 음반으로 뽑혔고, 〈Livin' on the Edge〉는 베스트 비디오로 뽑혔다.

## 제작
이 음반은 원래 12곡이 수록되어 있으며 1992년 3분기에 발매될 예정이었으나, 게펀 A&R의 존 칼로드너 이사는 녹음된 내용을 듣고 다양성이 부족하고 라디오 친화적인 노래가 부족하다고 생각했다. 그래서 밴드는 자식과 같은 협력자들과 함께 더 많은 곡을 쓰기 위해 돌아갔다.
스티븐 타일러는 〈Get a Grip〉과 〈Amazing〉과 같은 약물 남용과 함께 밴드의 역사를 되돌아보는 노래에 대해 "우리는 여러분이 이 노래를 교차로에 대한 오래된 믿음으로 돌릴 수 있고 악마와 계약을 맺을 수 있다고 말하고 있었습니다. 처음에는 재미있을 수 있지만 빚을 갚아야 할 때가 오고, 그것이 여러분을 쓰러뜨리고 있다는 것을 알 만큼 날카롭지 않다면, 그것은 정말로 여러분을 사로잡을 것입니다."
많은 곡들이 B-사이드로 쓰이거나 발매되지 않은 음반에 쓰이고 녹음되었다. 〈Don't Stop〉과 〈Head First〉가 B-사이드로 발매되었고, 수록곡의 수록곡으로 음반의 여러 스페셜 에디션에도 수록되어 있다. 다른 곡들은 1990년대 후반 에어로스미스 공식 웹사이트에 등재되었다. 〈Black Cherry〉, 〈Devil's Got A New Disguise〉, 〈Dime Store Lover〉, 〈Legendary Child〉, 〈Lizard Love〉, 〈Meltdown〉, 〈Rocket 88〉, 〈Wham Bam〉, 〈Yo Momma〉 등이 홈페이지 가사 페이지에 올랐다.
2005년 칼로드너는 〈Trouble〉, 〈Strange〉, 〈13〉, 〈Keep On Movin〉뿐만 아니라 위의 노래 몇 곡의 존재를 확인했다. 〈Deuces Are Wild〉는 이 세션에서 다시 녹음되었을 가능성이 있다. 저작권 레퍼토리에도 〈Ain't Gonna Break My Heart〉, 〈Good Thang〉, 〈Jake〉 등 여러 곡이 수록돼 있다. 이 노래들은 1991년으로 거슬러 올라갈 수 있다. 〈Devil's Got A New Disguise〉, 〈Deuce Are Wild〉, 〈Lizard Love〉 그리고 〈Legendary Child〉의 재작업된 버전은 이후 다양한 음반과 사운드트랙에서 발매되었다.

## 평가
| 전문가 평가          | 전문가 평가 |
| 평가 점수            | 평가 점수   |
| 출처                 | 점수        |
| -------------------- | ----------- |
| AllMusic             | [ 1 ]       |
| Entertainment Weekly | C           |
| Robert Christgau     | A-          |
| Rolling Stone        | [ 9 ]       |

《Get a Grip》의 《롤링 스톤》 잡지 리뷰에서 마크 콜먼은 타이틀곡을 좋아하며 〈Intro〉라는 제목의 이 음반의 소개를 〈Walk This Way〉에서 스티븐 타일러와 조 페리의 Run-D.M.C.와의 협업과 비교했지만, 대부분의 음반은 "모험심"이 부족하고 너무 "침울"하다고 느낀다. 그는 인터뷰에서 〈Livin' on the Edge〉를 본 조비의 노래와 비교했고 이 음반에 대한 문제는 외부 작곡가/협동자들로부터 온다고 느낀다. 하지만, 로버트 크리스트가우가 《Rocks》 이후 최고의 음반이라고 말하며 이 음반에 긍정적인 평가를 내렸다.

### 논란
한 동물권리단체가 젖소의 뚫린 젖통 커버에 반대했지만 밴드로부터 컴퓨터로 만든 것으로 확인됐다.

## 곡 목록
| #  | 제목                   | 작사·작곡                         | 재생 시간 |
| -- | ---------------------- | --------------------------------- | --------- |
| 1. | 〈Intro〉              | 스티븐 타일러, 조 페리, 짐 발란스 | 0:24      |
| 2. | 〈Eat the Rich〉       | 타일러, 페리, 발란스              | 4:11      |
| 3. | 〈Get a Grip〉         | 타일러, 페리, 발란스              | 3:59      |
| 4. | 〈Fever〉              | 타일러, 페리                      | 4:15      |
| 5. | 〈Livin' on the Edge〉 | 타일러, 페리, 마크 허드슨         | 6:07      |

| #  | 제목                  | 작사·작곡                          | 재생 시간 |
| -- | --------------------- | ---------------------------------- | --------- |
| 1. | 〈Flesh〉             | 타일러, 페리, 데스몬드 차일드      | 5:57      |
| 2. | 〈Walk On Down〉      | 페리                               | 3:39      |
| 3. | 〈Shut Up and Dance〉 | 타일러, 페리, 잭 블레이즈, 토미 쇼 | 4:56      |

| #  | 제목              | 작사·작곡                   | 재생 시간 |
| -- | ----------------- | --------------------------- | --------- |
| 1. | 〈Cryin'〉        | 타일러, 페리, 테일러 로데스 | 5:09      |
| 2. | 〈Gotta Love It〉 | 타일러, 페리, 허드슨        | 5:58      |
| 3. | 〈Crazy〉         | 타일러, 페리, 차일드        | 5:14      |

| #  | 제목                              | 작사·작곡                   | 재생 시간 |
| -- | --------------------------------- | --------------------------- | --------- |
| 1. | 〈Line Up (Feat. 레니 크래비츠)〉 | 타일러, 페리, 레니 크래비츠 | 4:03      |
| 2. | 〈Amazing〉                       | 타일러, 리처드 수파         | 5:57      |
| 3. | 〈Boogie Man (기악)〉             | 타일러, 페리, 발란스        | 2:17      |

## 인증
| 국가                                                                                         | 인증        | 판매량/출하량 |
| -------------------------------------------------------------------------------------------- | ----------- | ------------- |
| 아르헨티나 (CAPIF)                                                                           | 3× 플래티넘 | 180,000^      |
| 오스트레일리아 (ARIA)                                                                        | 골드        | 35,000^       |
| 오스트리아 (IFPI 오스트리아)                                                                 | 플래티넘    | 50,000*       |
| 벨기에 (BEA)                                                                                 | 플래티넘    | 50,000*       |
| 브라질 (Pro-Música Brasil)                                                                   | 골드        | 100,000*      |
| 캐나다 (뮤직 캐나다)                                                                         | 다이아몬드  | 1,000,000^    |
| 칠레                                                                                         | 플래티넘    | 25,000        |
| 덴마크 (IFPI Danmark)                                                                        | 3× 플래티넘 | 60,000        |
| 핀란드 (Musiikkituottajat)                                                                   | 골드        | 33,759        |
| 프랑스 (SNEP)                                                                                | 골드        | 100,000*      |
| 독일 (BVMI)                                                                                  | 플래티넘    | 738,000       |
| 홍콩 (IFPI 홍콩)                                                                             | 골드        | 10,000*       |
| 인도네시아                                                                                   | 골드        | 25,000        |
| 이스라엘                                                                                     | 골드        | 20,000        |
| 일본 (RIAJ)                                                                                  | 2× 플래티넘 | 425,000       |
| 멕시코 (AMPROFON)                                                                            | 골드        | 100,000^      |
| 네덜란드 (NVPI)                                                                              | 플래티넘    | 100,000^      |
| 뉴질랜드 (RMNZ)                                                                              | 골드        | 7,500^        |
| 노르웨이 (IFPI 노르웨이)                                                                     | 플래티넘    | 50,000*       |
| 필리핀 (PARI)                                                                                | 플래티넘    | 40,000*       |
| 폴란드 (ZPAV)                                                                                | 골드        | 50,000*       |
| 포르투갈 (AFP)                                                                               | 플래티넘    | 40,000^       |
| 스페인 (PROMUSICAE)                                                                          | 플래티넘    | 100,000^      |
| 스웨덴 (GLF)                                                                                 | 플래티넘    | 100,000^      |
| 스위스 (IFPI 스위스)                                                                         | 골드        | 25,000^       |
| 타이완 (RIT)                                                                                 | 골드        | 25,000        |
| 타이                                                                                         | 골드        | 25,000        |
| 영국 (BPI)                                                                                   | 플래티넘    | 300,000^      |
| 미국 (RIAA)                                                                                  | 7× 플래티넘 | 7,000,000^    |
| *판매량을 기반으로 한 인증 · ^출하량을 기반으로 한 인증 · 판매량+스트리밍을 기반으로 한 인증 |             |               |